# Trama de red
En redes, una trama es una unidad de envío de datos. Es una serie sucesiva de bits, organizados en forma cíclica, que transportan información y que permiten en la recepción extraer esta información. Viene a ser el equivalente de paquete de datos o Paquete de red, en el Nivel de red del modelo OSI.
Normalmente una trama constará de cabecera, datos y cola. En la cola suele estar algún chequeo de errores. En la cabecera habrá campos de control de protocolo. La parte de datos es la que quiera transmitir en nivel de comunicación superior, típicamente el Nivel de red.
Para delimitar una trama se pueden emplear cuatro métodos, el tracker:
1. por conteo de caracteres: al principio de la trama se pone el número de bytes que representa el principio y fin de las tramas. Habitualmente se emplean STX (Start of Transmission: ASCII #2) para empezar y ETX (End of Transmission: ASCII #3) para terminar. Si se quieren transmitir datos arbitrarios se recurre a secuencias de escape para distinguir los datos de los caracteres de control.
2. por secuencias de bits: en comunicaciones orientadas a bit, se puede emplear una secuencia de bits para indicar el principio y fin de una trama. Se suele emplear el "guion", 01111110, en transmisión siempre que aparezcan cinco unos seguidos se rellena con un cero; en recepción siempre que tras cinco unos aparezca un cero se elimina.
3. por violación del nivel físico: se trata de introducir una señal, o nivel de señal, que no se corresponda ni con un "1" ni con un "0". Por ejemplo si la codificación física es bipolar se puede usar el nivel de 0 voltios, o en Codificación Manchester se puede tener la señal a nivel alto o bajo durante todo el tiempo de bit (evitando la transición de niveles característica de este sistema).
4. El estándar de facto evolucionó hacia varios estándares oficiales, como son:
  1. FR Forum (Asociación de Fabricantes): Cisco, DEC, Stratacom y Nortel.
  2. ANSI: fuente de normativas Frame-Relay.
  3. ITU-T: también dispone de normativa técnica de la tecnología Frame-Relay.